# Anton Bettendorf
Anton Joseph Hubert Maria Bettendorf, auch Bettendorff (* 1. Juni 1839 in Ensival; † 28. Oktober 1902 in Bonn) war ein deutscher Chemiker.
Anton Bettendorf wuchs in einer wohlhabenden Unternehmerfamilie auf. Bei Hans Heinrich Landolt hatte er an der Universität Bonn von 1861 bis 1863 eine Stelle als Assistent inne. Er forschte dann als Privatgelehrter und unterhielt dazu ein Labor in Bonn. Er untersuchte die Chemie der Lanthanoiden und entwickelte einen Nachweis von Arsen und dessen Verbindungen durch Umsetzung mit Zinn(II)chlorid und Salzsäure (Bettendorfs Reagenz).
Bettendorf war verheiratet mit Johanna Maria Hubertine Gabriele geb. David.